# Airds Castle

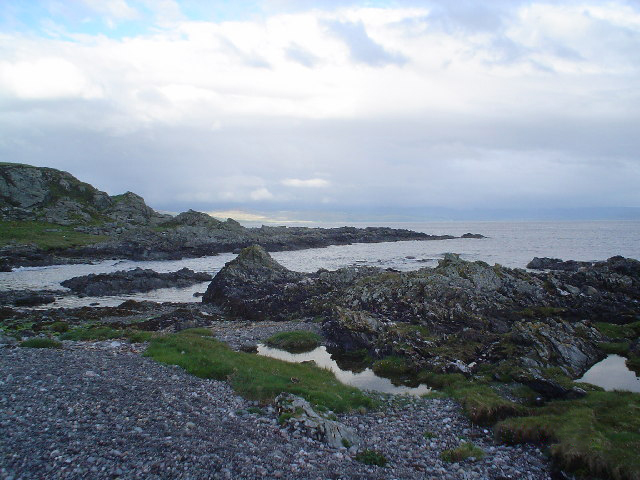
Airds Castle liegt links oben

Airds Castle ist eine Burgruine beim Dorf Carradale auf der Halbinsel Kintyre in der schottischen Council Area Argyll and Bute. Die Burg lag auf dem Gipfel eines Felssporns zwischen dem Hafen von Carradale und der Bucht von Port Righ.
Die Anlage ist als Scheduled Monument denkmalgeschützt.

## Geschichte
Die genaue Bauzeit der Burg ist nicht bekannt, aber alle heute noch sichtbaren Überreste stammen wohl aus dem Spätmittelalter. Vermutlich kam das Gelände Ende des 15. Jahrhunderts in den Besitz der schottischen Krone, nachdem John, Lord of the Isles, es verwirkt hatte.
König Jakob IV. ließ die Burg von Ardcardle (Airds) 1498 befestigen und verlehnte sie mit anderen Ländereien an einen Landbesitzer in Argyll, Sir Adam Reid von Stairquhite und Barskimming. Mitte des 16. Jahrhunderts gehörten diese Ländereien zu Baronie Bar der McDonalds von Dunnyveg, fielen aber 1605 an die Reids aus Barskimming zurück.

## Beschreibung
Heute sind von der Burg nur noch Reste der Kurtine erhalten, die einst den gesamten Gipfel des Felssporns mit einer Fläche von 67 Metern × 24 Metern umschloss. Im Nordwesten schützte ein breiter Burggraben mit ebenem Boden die Anlage, während das Gelände an allen anderen Seiten steil abfällt. Der Haupteingang war vermutlich auf der Westseite der Burg und war über einen steilen Weg den Felssporn hinauf zu erreichen. Eine markante Lücke in der Kurtine auf der entgegengesetzten Seite könnte auf die Lage eines Ausfalltores hinweisen.
Die Reste der Kurtine weisen eine Dicke von 1,5 Metern auf und stehen heute bis zu einer Höhe von 3,4 Metern. Von evtl. vorhandenen Gebäuden im Burghof gibt es heute keine Spuren mehr.